# Wilhelm Mayer-Gross
Wilhelm Mayer-Gross (ur. 15 stycznia 1889 w Bingen am Rhein, zm. 15 lutego 1961 w Birmingham) – niemiecko-brytyjski lekarz psychiatra.
Ukończył studia na Uniwersytecie w Heidelbergu, specjalizował się w psychiatrii pod kierunkiem Franza Nissla. Po objęciu kliniki przez Karla Wilmannsa był jego asystentem. W 1934 emigrował do Wielkiej Brytanii. 